# Habitatges al carrer Sant Francesc, 104-106 (Vic)
Els Habitatges al carrer Sant Francesc, 104-106 és una obra barroca de Vic (Osona) inclosa a l'Inventari del Patrimoni Arquitectònic de Catalunya.

## Descripció
Edificis civils. Conjunt de dues cases contigües, entre mitgeres, amb estructures molt similars, encara que estiguin cobertes amb ràfecs diferents. A la planta s'hi obren dos grans portals rectangulars amb llindes de pedra i datades i dos petits portalets que menen a l'escala de veïns. Al primer dues finestres rectangulars emmarcades per grossos carreus de pedra i finestres al segon sense cap parament especial.
L'estat de conservació és bo, semblen restaurades però sense haver malmès l'estructura primitiva.

## Història
Sembla que es tracta d'uns edificis del segle xviii com indiquen les llindes i com la majoria de cases del carrer correspondrien a una arquitectura popular barroca tardana.
Està situada al carrer de l'antic raval que comunicava la ciutat amb el camí de Barcelona, fins que al segle xiii Jaume I manà traslladar l'antiga via al c/ Sant Pere. L'extrem del carrer fou clausura del morbo al segle xvi i al segle xvii s'hi feu un baluard defensiu. Pocs anys després de la construcció de l'església del Roser, l'any 1863, hi hagué un important aiguat que motivà grans destrosses al carrer.
A mitjans de segle XX es va construir un nou pont sobre el Meder i la zona es va expandir.